# Lotus 94T
Lotus 94T je Lotusov dirkalnik Formule 1, ki je bil v uporabi v drugem delu sezone 1983, ko sta z njim sta dirkala Elio de Angelis in Nigel Mansell. Skupno sta nastopila na dvanajstih dirkah, na katerih sta kar osemkrat odstopila, najboljši rezultat pa je dosegel Mansell s tretjim mestom na dirki za Veliko nagrado Evrope.

## Popolni rezultati Formule 1
(legenda) (Odebeljene dirke pomenijo najboljši štartni položaj, poševne pa najhitrejši krog)
| Leto | Moštvo     | Motor             | Gume | Dirkača         | 1   | 2    | 3   | 4   | 5   | 6   | 7    | 8   | 9  | 10  | 11  | 12  | 13  | 14  | 15  | Toč | Prv |
| ---- | ---------- | ----------------- | ---- | --------------- | --- | ---- | --- | --- | --- | --- | ---- | --- | -- | --- | --- | --- | --- | --- | --- | --- | --- |
| 1983 | Team Lotus | Ford Cosworth DFV | P    |                 | BRA | ZZDA | FRA | SMR | MON | BEL | VZDA | KAN | VB | NEM | AVT | NIZ | ITA | EU  | JAR | 11  | 8.  |
| 1983 | Team Lotus | Ford Cosworth DFV | P    | Nigel Mansell   |     |      |     |     |     |     |      |     |    | Ret | 5   | Ret | 8   | 3   | Ret | 11  | 8.  |
| 1983 | Team Lotus | Ford Cosworth DFV | P    | Elio de Angelis |     |      |     |     |     |     |      |     |    | Ret | Ret | Ret | 5   | Ret | Ret | 11  | 8.  |